# Mon pays réinventé
Mon pays réinventé (Mi país inventado) est un roman autobiographique d'Isabel Allende publié en 2003.

## Résumé
Au Chili, il ne reste qu'environ 10 % d'indiens Mapuches. Pendant la Seconde Guerre mondiale, beaucoup d'Allemands résidant au Chili ne se sont unis aux Alliés qu'à la fin. Les Chiliens aiment surtout les Anglais qu'ils ont soutenu dans la guerre des Malouines en 1982. En 1973, alors qu'Isabel est journaliste, c'est le coup d'état de Pinochet qui renverse le socialiste Salvador Allende, cousin du père d'Isabel. Le pouvoir de l'église catholique est incontestable. Le divorce n'existe pas. Née en 1942, en 1975, Isabel part au Venezuela et écrit son premier roman.